# Lars Mårtensson (naturläkare)
Lars Mårtensson, känd som Åsumspågen, född den 7 januari 1852 i Sövde församling, död den 30 oktober 1903 i Oppmanna församling, var en svensk naturläkare. Han var verksam i Skåne från 1870-talet och framåt. 
Han var elev till Hanna Mårtensdotter i Hemmestorp (1795–1873), kallad "Doktor-Hanna", och övertog vid dennas död hennes kunder. 